# 小行星3376
小行星3376（3376 Armandhammer）是一颗绕太阳运转的小行星，为主小行星带小行星。该小行星于1982年10月21日发现。

## 轨道参数
小行星3376的轨道半长轴为2.3484644 UA，离心率为0.066。